# Crespià
Crespià  ist eine katalanische Gemeinde mit 250 Einwohnern (Stand: 2024) in der Provinz Girona im Nordosten Spaniens. Sie ist Teil der Comarca Pla de l’Estany. Die Gemeinde besteht neben dem Hauptort Crespià aus den Ortschaften Can Llavanera, Pedrinyà, Pompià und El Portell. 

## Geographische Lage
Crespià liegt etwa 22 Kilometer nördlich vom Stadtzentrum von Girona in einer Höhe von ca. 140 m am Río Fluvià, der die südliche Gemeindegrenze bildet. 

## Bevölkerungsentwicklung
| Jahr      | 1970 | 1981 | 1991 | 2001 | 2011 | 2021 |
| Einwohner | 280  | 224  | 231  | 232  | 261  | 269  |

## Sehenswürdigkeiten
- Kapellenruine St. Bartholomäus in El Portell
- Michaelishöhlenkirche in Crespià
- Eulalienkirche von Crespià
- Justus-und-Pastor-Kirche in Pedrinyà
- Rathaus

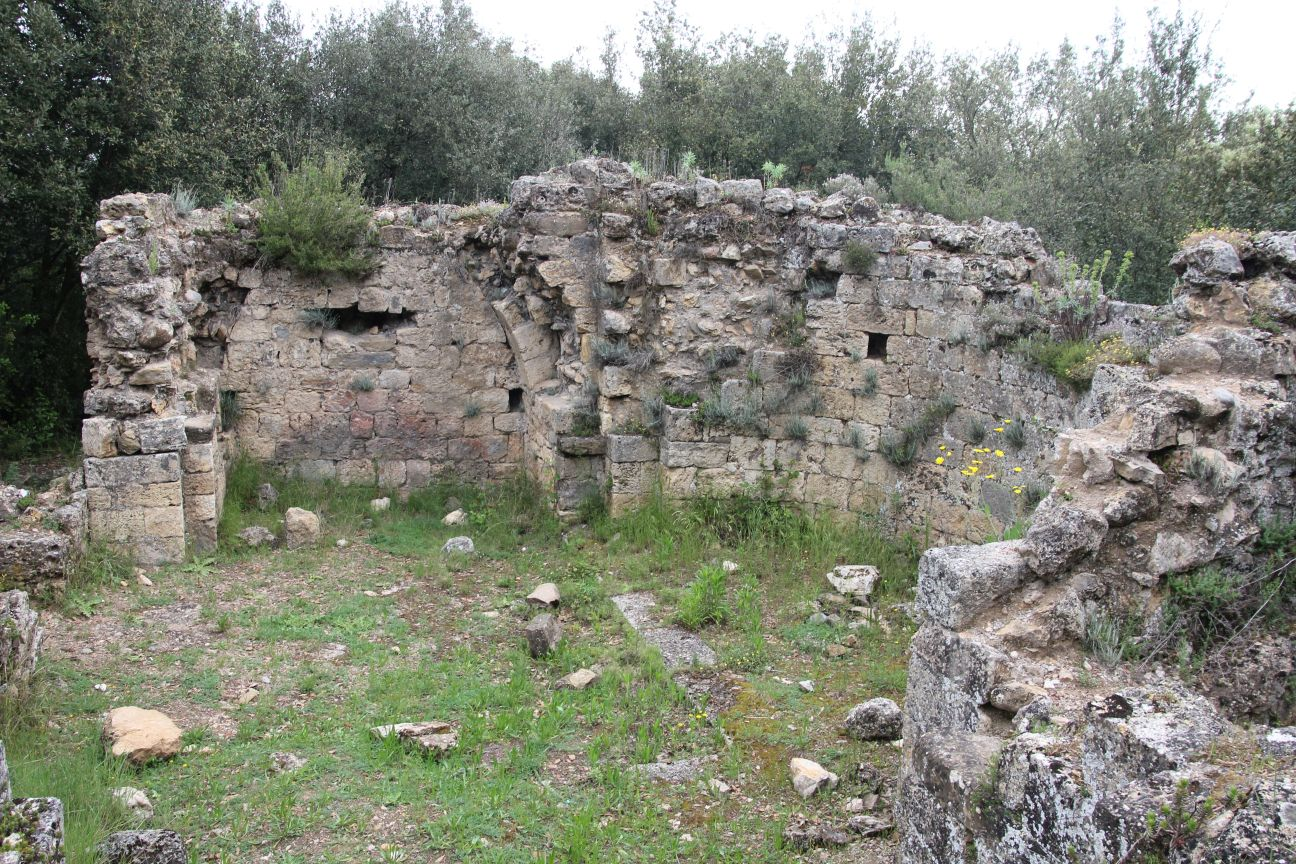
Kapellenruine St. Bartholomäus
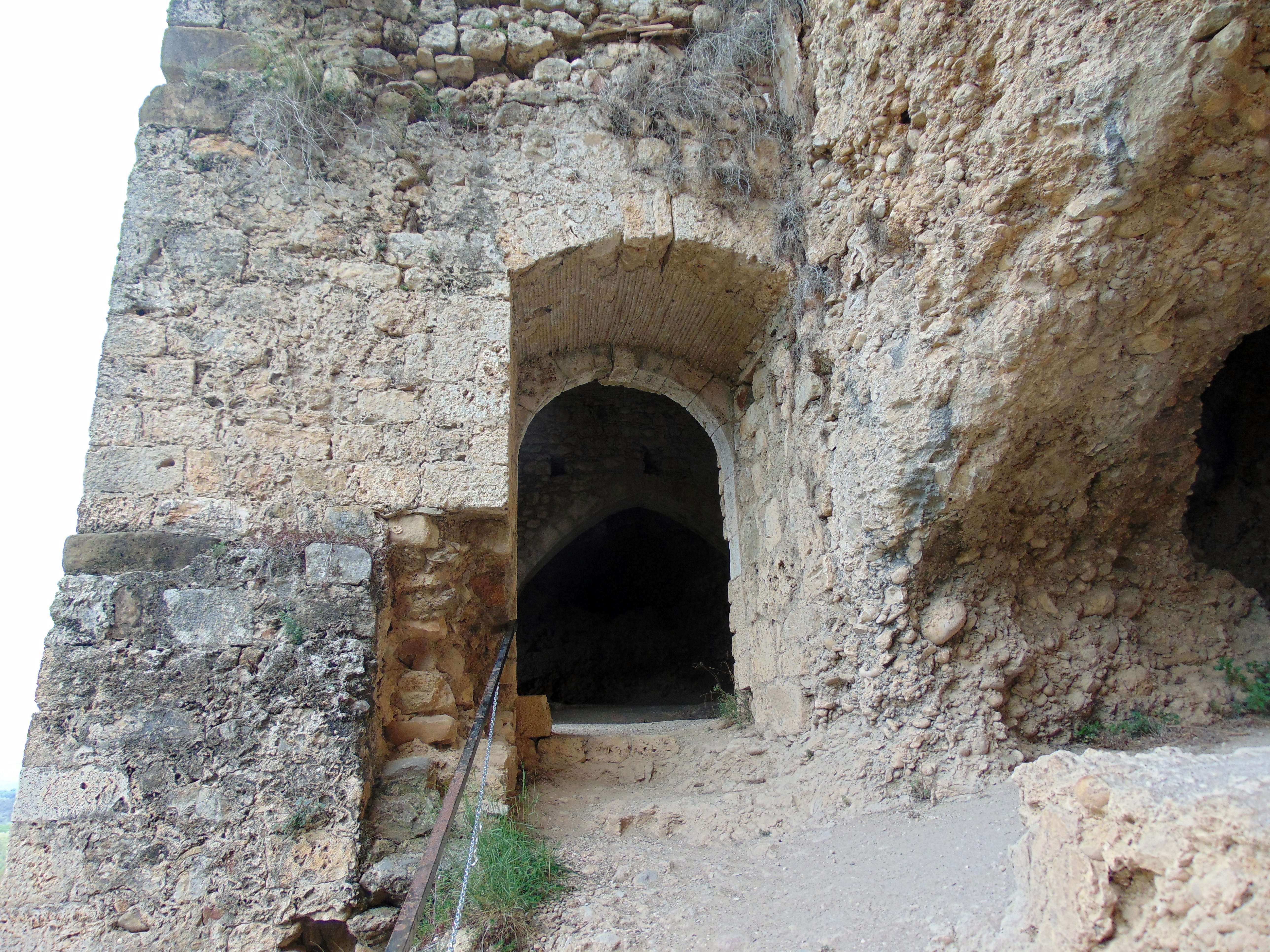
Michaeliskirche
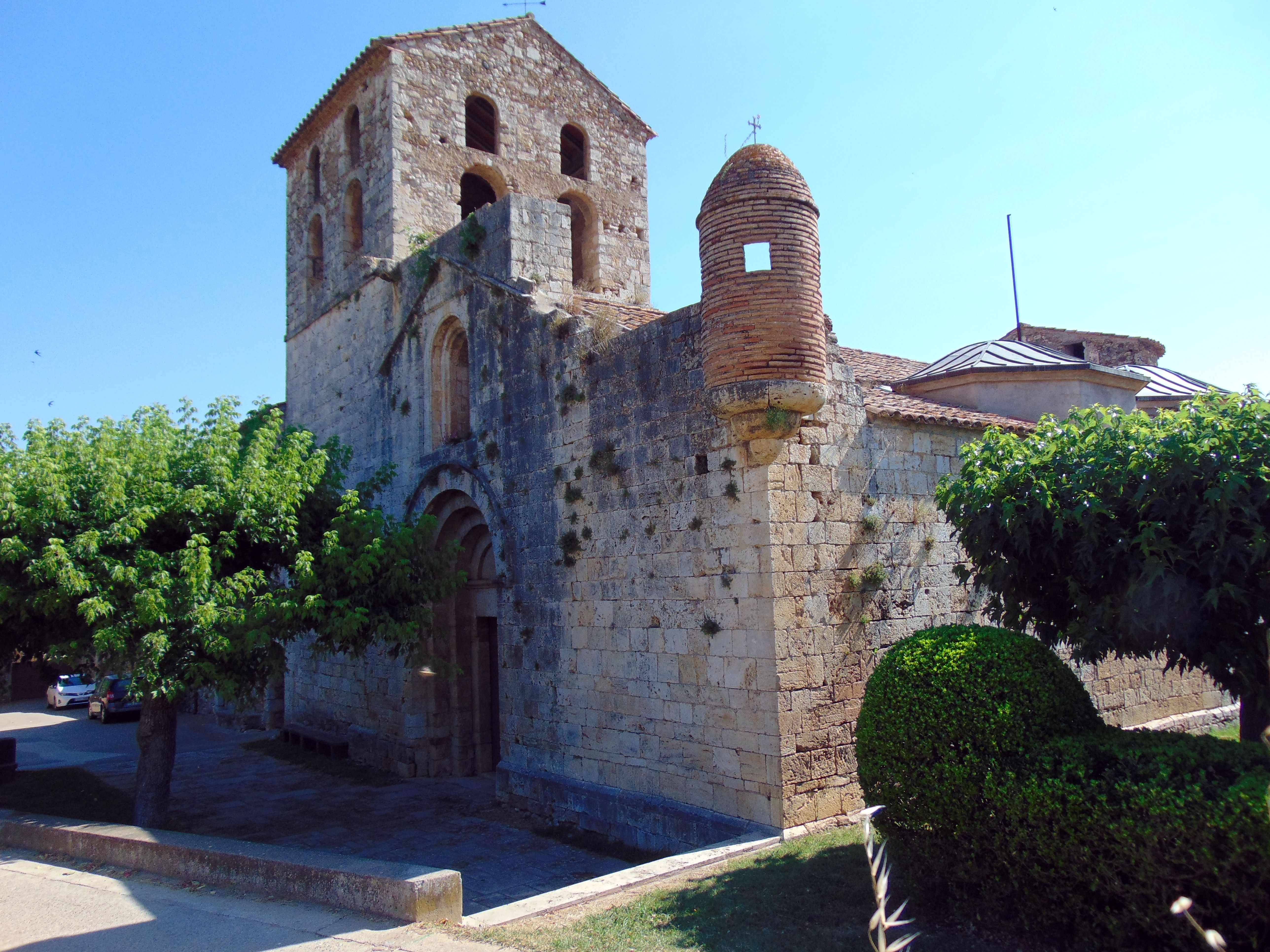
Eulalienkirche
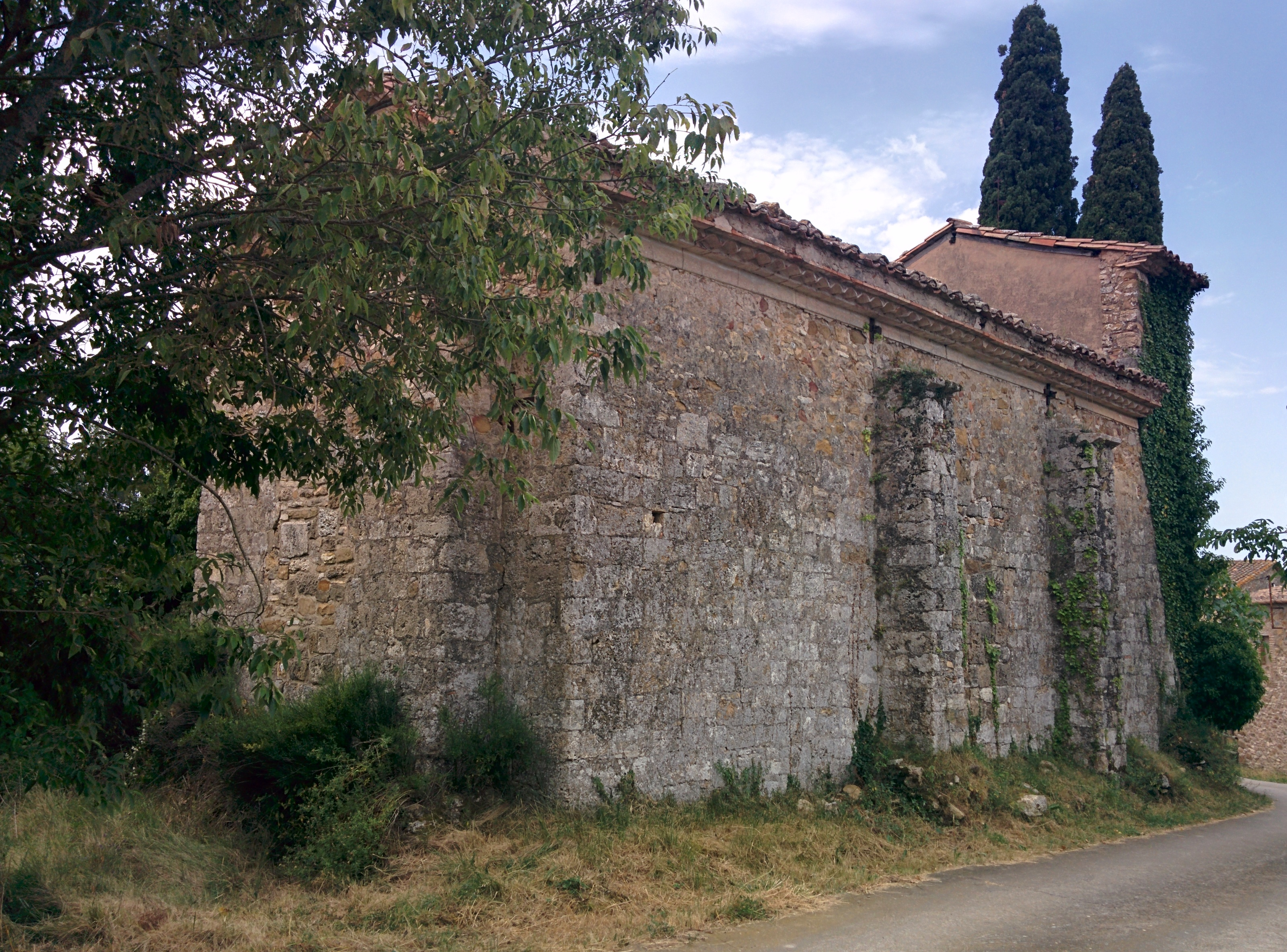
Justus-und-Pastor-Kirche
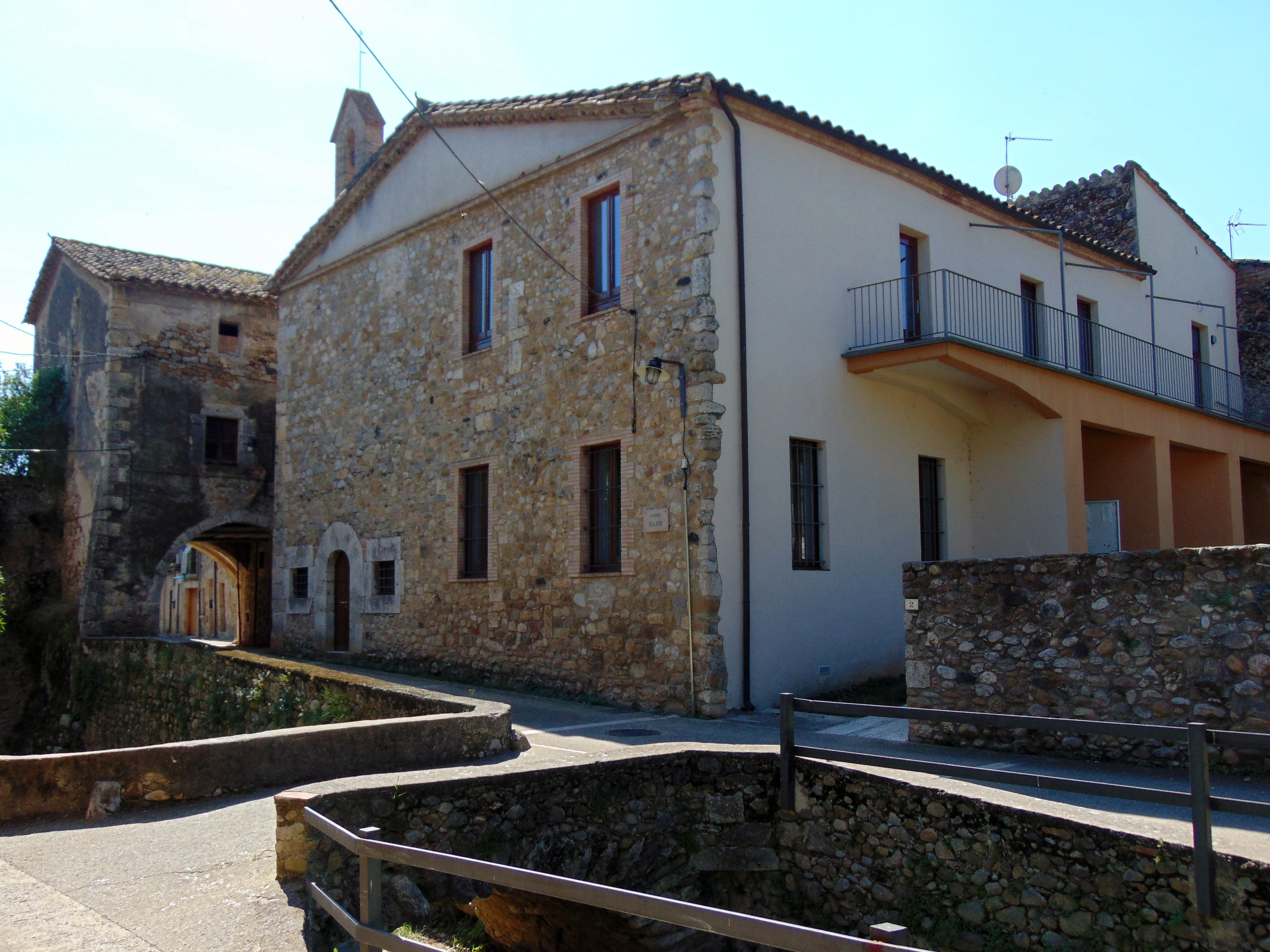
Rathaus